# 拉塔石炮台
拉塔石炮台位于中國廣東省珠海市香洲區拱北炮台山小山巅上，为一处清代炮台建筑。
學界常用名稱有“北山嶺炮台”、“北山嶺拉塔石炮台”、“拉塔炮台”、“拉塔山炮台”等名，中文史料中還有“立圾山拉塔炮台”、“立及山炮台”、“笠級山炮台”、“立沓山炮台”等。“拉塔”應為“邋遢”、“垃圾”的轉音。
清政府在第一次鴉片戰爭中失去对澳门军事控制权後，於1841年修筑此炮台，占地约3600平方米。1849年關閘事件後，此炮台被葡屬澳門佔領。1890年由廣州府前山同知（與澳门同知是同一个衙门）蔡國禎收復後，曾用作拱北關陸路緝私總部。
1986年5月13日，列入珠海市第二批重点文物保护单位。
2015年12月10日，列入第八批广东省文物保护单位。